# Mississippi Goddam
Mississippi Goddam (reso graficamente Mississippi *@!!?*@!) è un brano musicale scritto e interpretato dalla cantante e pianista statunitense Nina Simone, pubblicato nel 1964 come singolo e incluso nell'album Nina Simone in Concert. La canzone è una delle più potenti dichiarazioni politiche di Simone, ed è stata scritta come una risposta alla crescente violenza razziale negli Stati Uniti durante il periodo della lotta per i diritti civili.

## Contesto storico
Nel 1963, l'America fu scossa da eventi drammatici e tragici, come il bombardamento della Chiesa Battista di Birmingham in Alabama, che uccise quattro bambine afroamericane, e l'omicidio di Medgar Evers, un attivista per i diritti civili. Questi eventi ispirarono Simone a scrivere una canzone di protesta che esprimeva la sua rabbia e frustrazione. Il titolo Mississippi Goddam è un riferimento diretto alla violenza razziale che si manifestava in tutto il Sud degli Stati Uniti, e il brano fu scritto come una reazione rabbiosa e immediata contro gli atti di oppressione.

## Il brano
Mississippi Goddam è una fusione unica di jazz, blues e musica popolare, con un testo che si distingue per la sua franchezza e la sua denuncia contro l'ingiustizia. La canzone apre con un'intensa e inconfondibile interpretazione vocale di Simone, che canta con rabbia e disperazione: "Oh, but this whole world is just a bad joke... Goddam, Mississippi goddam!"
La canzone è diventata rapidamente un inno del movimento per i diritti civili, anche se all'epoca fu controversa per il linguaggio esplicito e la sua denuncia diretta delle ingiustizie. Nonostante ciò, la canzone è oggi vista come una delle opere più significative di Simone, e viene ricordata come una delle canzoni di protesta più potenti della storia della musica.

## Tracce
Lato A
1. Mississippi *@!!?*@! – 2:58 (Nina Simone)

Lato B
1. See—Line Woman – 2:20 (G. Bass)

## Eredità e impatto
La canzone Mississippi Goddam è ancora oggi un punto di riferimento culturale, un simbolo della lotta contro il razzismo e per l'uguaglianza. La sua influenza si estende ben oltre il periodo della sua uscita, con artisti moderni che continuano a prendere ispirazione dalla sua energia e dalla sua incisiva denuncia sociale.